# Flavio Gioia
Крейсер «Флавіо Джоя» (італ. Flavio Gioia) — бронепалубний крейсер однойменного типу Королівських ВМС Італії 2-ї половини XIX століття;

## Історія створення
Крейсер «Флавіо Джоя» був закладений у 1879 році на верфі Regio Cantiere di Castellammare di Stabia у місті Кастелламмаре-ді-Стабія. Свою назву отримав на честь італійського винахідника та мореплавця Флавіо Джоя. Спущений на воду 12 червня 1881 року, вступив у стрій 26 січня 1883 року.

## Історія служби
Крейсер «Флавіо Джоя» у 1885 році здійснив похід до берегів Колумбії під командуванням Філіппо Коб'янкі.
З 1892 року використовувався як навчальний для підготовки новобранців. Був переозброєний двома 120-мм гарматами та двома 355-мм торпедними апаратами.
У 1920 році виключений зі складу флоту. З 1922 року використовувався для навчання юнг. При цьому отримав позначення «GM-181». У 1923 році зданий на злам.